# Theria ibicaria
Theria ibicaria là một loài bướm đêm trong họ Geometridae.